# Rivière Nestaocano
Rivière Nestaocano är ett vattendrag i Kanada.   Det ligger i provinsen Québec, i den östra delen av landet, 500 km norr om huvudstaden Ottawa.
Omgivningarna runt Rivière Nestaocano är i huvudsak ett öppet busklandskap. Trakten runt Rivière Nestaocano är nära nog obefolkad, med mindre än två invånare per kvadratkilometer.